# Medaliści igrzysk olimpijskich w skeletonie
Medaliści igrzysk olimpijskich w skeletonie – zestawienie zawodników i zawodniczek, którzy przynajmniej raz stanęli na podium zawodów olimpijskich w skeletonie.
Skeleton jest jedną z trzech dyscyplin zaliczanych do sportów saneczkowych, które znajdują się w programie zimowych igrzysk olimpijskich. Zawody skeletonowe zadebiutowały na Zimowych Igrzyskach Olimpijskich 1928 w szwajcarskim Sankt Moritz, gdzie w 1884 roku rozegrano pierwsze w historii zawody w tej dyscyplinie sportu. W jedynej skeletonowej konkurencji, jedynkach mężczyzn, zawodnicy mieli rywalizować w czterech przejazdach, a końcowa klasyfikacja miała zostać wyłoniona na podstawie sumy wszystkich czasów. Ostatecznie rozegrano jednak tylko trzy przejazdy. Po raz drugi w historii zawody skeletonowe na zimowych igrzyskach olimpijskich rozegrano w 1948 roku, ponownie na torze w Sankt Moritz. Podobnie jak 20 lat wcześniej jedyną konkurencją były jedynki mężczyzn. Tym razem zawodnicy rywalizowali w sześciu ślizgach, a o końcowej klasyfikacji decydował łączny czas wszystkich przejazdów. W latach 80. XX wieku zaczęto organizować zawody Pucharu Świata w skeletonie, a od 1996 roku w zawodach zaczęły startować także kobiety. Dzięki temu podczas Zimowych Igrzyskach Olimpijskich 2002 w Salt Lake City, po 54-letniej przerwie skeleton powrócił do programu zimowych igrzysk olimpijskich. Wówczas to, oprócz konkurencji męskich jedynek, po raz pierwszy w historii, rozegrano również zawody jedynek kobiet.
W 1928 roku pierwsze w historii zimowych igrzysk olimpijskich zawody skeletonowe wygrał reprezentant Stanów Zjednoczonych, Jennison Heaton, który na tych samych igrzyskach zdobył także srebrny medal w konkurencji bobslejowych piątek. Drugie miejsce zajął jego młodszy brat, Jack Heaton, który łącznie stracił sekundę do zwycięzcy. Najniższe miejsce na podium zajął Brytyjczyk David Carnegie.
Jack Heaton powtórzył swoje osiągnięcie 20 lat później, przegrywając jedynie z reprezentującym Włochy Nino Bibbią. Tytuł mistrza olimpijskiego zdobyty przez Włocha był pierwszym w historii startów jego kraju na zimowych igrzyskach olimpijskich. Podobnie jak 20 lat wcześniej, brązowym medalistą został reprezentant Wielkiej Brytanii, tym razem był to John Crammond.
W 2002 roku amerykański skeletonista Jimmy Shea, wnuk Jacka Shea, dwukrotnego mistrza olimpijskiego w łyżwiarstwie szybkim z 1932 roku, zdobył pierwszy tytuł mistrza olimpijskiego w skeletonie od 54 lat, wyprzedzając o 5 setnych sekundy Austriaka Martina Rettla i o 19 setnych sekundy Szwajcara Gregora Stähliego. Tego samego dnia, także reprezentująca Stany Zjednoczone, Tristan Gale, wygrała pierwsze w historii skeletonowe zawody kobiet rozgrywane podczas zimowych igrzysk olimpijskich, wyprzedzając swoją rodaczkę Leę Ann Parsley (srebro) i Brytyjkę Alex Coomber (brąz).
W 2006 roku złoty medal w rywalizacji mężczyzn zdobył 39-letni Kanadyjczyk Duff Gibson, który wyprzedził swojego rodaka i ówczesnego mistrza świata, Jeffa Paina, stając się jednocześnie najstarszym w historii zimowych igrzysk olimpijskich mistrzem olimpijskim. Podobnie jak 4 lata wcześniej brązowym medalistą został reprezentujący Szwajcarię Gregor Stähli. W rywalizacji kobiet nie wzięła udziału żadna z medalistek zawodów w 2002 roku. Mistrzynią olimpijską została Szwajcarka Maya Pedersen, która wyprzedziła Brytyjkę Shelley Rudman i reprezentującą Kanadę Mellisę Hollingsworth-Richards.
W 2010 roku tytuł mistrzyni olimpijskiej w rywalizacji kobiet zdobyła Brytyjka Amy Williams. Jej zwycięstwo dało Brytyjczykom jedyny medal podczas Zimowych Igrzysk Olimpijskich 2010. Jednocześnie Amy Williams została pierwszą brytyjską indywidualną złotą medalistką zimowych igrzysk olimpijskich od 1980 roku i pierwszą Brytyjką, która tego dokonała od 1952 roku. Pozostałe medale przyznano reprezentantkom Niemiec – odpowiednio Kerstin Szymkowiak (srebro) i Anji Huber (brąz). W rywalizacji mężczyzn mistrzem olimpijskim został Kanadyjczyk Jon Montgomery, który pokonał Łotysza Martinsa Dukursa o 7 setnych sekundy, wyprzedzając go w ostatnim, czwartym ślizgu. Brązowym medalistą został Rosjanin Aleksandr Trietjakow.
W 2014 roku w rywalizacji mężczyzn zwyciężył ówczesny mistrz świata, Aleksandr Trietjakow. Srebrny medal, podobnie jak 4 lata wcześniej, zdobył Martins Dukurs. W rywalizacji o trzecią pozycję przed ostatnim ślizgiem prowadził Amerykanin John Daly, jednak w ostatnim przejeździe popełnił błąd, w wyniku którego spadł na dalszą pozycję, a brązowy medal zdobył Matthew Antoine. W rywalizacji kobiet sukces swojej rodaczki z 2010 roku powtórzyła Brytyjka Elizabeth Yarnold. Przed ostatnim ślizgiem drugą pozycję zajmował Rosjanka Jelena Nikitina, jednak w ostatnim przejeździe popełniła błąd i spadła na 3. pozycję, a srebrny medal zdobyła Amerykanka Noelle Pikus-Pace. Po igrzyskach stwierdzono, że Trietjakow i Nikitina stosowali niedozwolone środki dopingujące, w związku z czym zostali zdyskwalifikowani, a zdobyte przez nich medale zostały im odebrane. Decyzję tę uchylił w lutym 2018 roku Sportowy Sąd Arbitrażowy, dzięki czemu Rosjanie odzyskali medale.
Na igrzyskach w Pjongczangu pierwszy złoty medal olimpijski w skeletonie dla Korei Południowej zdobył Yun Sung-bin w rywalizacji mężczyzn. Wśród kobiet triumfowała Lizzy Yarnold i została pierwszą zawodniczką w historii, która obroniła tytuł mistrzyni olimpijskiej w tej dyscyplinie sportu.

## Medaliści chronologicznie

### Ślizg mężczyzn
Poniższa tabela zawiera chronologiczne zestawienie wszystkich medalistów zimowych igrzysk olimpijskich w skeletonie w rywalizacji mężczyzn.
Raz w historii ślizgu mężczyzn zdarzyło się, że medal olimpijski został odebrany za doping – złoto zdobyte w 2014 roku przez Aleksandra Trietjakowa zostało mu odebrane po aferze dopingowej ujawnionej w 2017 roku. Dyskwalifikację uchylił jednak Sportowy Sąd Arbitrażowy i zawodnikowi przywrócono medal.
| Rok i miejsce        |                   | Złoto                |                   | Srebro           |                   | Brąz                 | Źr.                  |
| -------------------- | ----------------- | -------------------- | ----------------- | ---------------- | ----------------- | -------------------- | -------------------- |
| 1928, Sankt Moriz    | Stany Zjednoczone | Jennison Heaton      | Stany Zjednoczone | Jack Heaton      | Wielka Brytania   | David Carnegie       | [ 3 ]                |
| 1948, Sankt Moriz    | Włochy            | Nino Bibbia          | Stany Zjednoczone | Jack Heaton      | Wielka Brytania   | John Crammond        | [ 4 ]                |
| 2002, Salt Lake City | Stany Zjednoczone | Jimmy Shea           | Austria           | Martin Rettl     |                   | Gregor Stähli        | [ 10 ]               |
| 2006, Turyn          | Kanada            | Duff Gibson          | Kanada            | Jeff Pain        |                   | Gregor Stähli        | [ 28 ]               |
| 2010, Vancouver      | Kanada            | Jon Montgomery       | Łotwa             | Martins Dukurs   | Rosja             | Aleksandr Trietjakow | [ 29 ]               |
| 2014, Soczi          | Rosja             | Aleksandr Trietjakow | Łotwa             | Martins Dukurs   | Stany Zjednoczone | Matthew Antoine      | [ 21 ] [ 23 ] [ 24 ] |
| 2018, Pjongczang     | Korea Południowa  | Yun Sung-bin         |                   | Nikita Triegubow | Wielka Brytania   | Dominic Parsons      | [ 25 ]               |
| 2022, Pekin          | Niemcy            | Christopher Grotheer | Niemcy            | Axel Jungk       |                   | Yan Wengang          | [ 30 ]               |

### Ślizg kobiet
Poniższa tabela zawiera chronologiczne zestawienie wszystkich medalistek zimowych igrzysk olimpijskich w skeletonie w rywalizacji kobiet.
Raz w historii ślizgu kobiet zdarzyło się, że medal olimpijski został odebrany za doping – brąz zdobyty w 2014 roku przez Jelenę Nikitinę został jej odebrany po aferze dopingowej ujawnionej w 2017 roku. Medal zawodniczce przywrócono w lutym 2018 roku, kiedy decyzję MKOl-u uchylił Sportowy Sąd Arbitrażowy.
| Rok i miejsce        |                   | Złoto             |                   | Srebro             |                 | Brąz                           | Źr.                  |
| -------------------- | ----------------- | ----------------- | ----------------- | ------------------ | --------------- | ------------------------------ | -------------------- |
| 2002, Salt Lake City | Stany Zjednoczone | Tristan Gale      | Stany Zjednoczone | Lea Ann Parsley    | Wielka Brytania | Alex Coomber                   | [ 11 ]               |
| 2006, Turyn          |                   | Maya Pedersen     | Wielka Brytania   | Shelley Rudman     | Kanada          | Mellisa Hollingsworth-Richards | [ 14 ]               |
| 2010, Vancouver      | Wielka Brytania   | Amy Williams      | Niemcy            | Kerstin Szymkowiak | Niemcy          | Anja Huber                     | [ 18 ]               |
| 2014, Soczi          | Wielka Brytania   | Elizabeth Yarnold | Stany Zjednoczone | Noelle Pikus-Pace  | Rosja           | Jelena Nikitina                | [ 22 ] [ 23 ] [ 24 ] |
| 2018, Pjongczang     | Wielka Brytania   | Elizabeth Yarnold | Niemcy            | Jacqueline Lölling | Wielka Brytania | Laura Deas                     | [ 26 ]               |
| 2022, Pekin          | Niemcy            | Hannah Neise      | Australia         | Jaclyn Narracott   | Holandia        | Kimberley Bos                  | [ 32 ]               |

## Klasyfikacje medalowe

### Klasyfikacja zawodników
Stan na 11 lutego 2022
Poniższa tabela zawiera zestawienie zawodników, którzy zdobyli przynajmniej jeden medal zimowych igrzysk olimpijskich w skeletonie.
Łącznie medale zimowych igrzysk olimpijskich w skeletonie zdobywało dwudziestu mężczyzn. Jednocześnie czterech z nich zdobyło więcej niż jeden medal – Aleksandr Trietjakow zdobył złoto i srebro, Jack Heaton i Martins Dukurs dwukrotnie zajmowali drugie miejsce oraz Gregor Stähli, który dwukrotnie zajął trzecią pozycję.
| Miejsce | Zawodnik             | Państwo                      | Lata      | Złoto | Srebro | Brąz | Razem |
| ------- | -------------------- | ---------------------------- | --------- | ----- | ------ | ---- | ----- |
| 1.      | Aleksandr Trietjakow | Rosja                        | 2010–2014 | 1     | –      | 1    | 2     |
| 2.      | Jennison Heaton      | USA                          | 1928      | 1     | –      | –    | 1     |
| 2.      | Nino Bibbia          | Włochy                       | 1948      | 1     | –      | –    | 1     |
| 2.      | Jimmy Shea           | USA                          | 2002      | 1     | –      | –    | 1     |
| 2.      | Duff Gibson          | Kanada                       | 2006      | 1     | –      | –    | 1     |
| 2.      | Jon Montgomery       | Kanada                       | 2010      | 1     | –      | –    | 1     |
| 2.      | Yun Sung-bin         | Korea Południowa             | 2018      | 1     | –      | –    | 1     |
| 2.      | Christopher Grotheer | Niemcy                       | 2022      | 1     | –      | –    | 1     |
| 9.      | Jack Heaton          | USA                          | 1928–1948 | –     | 2      | –    | 2     |
| 9.      | Martins Dukurs       | Łotwa                        | 2010–2014 | –     | 2      | –    | 2     |
| 11.     | Martin Rettl         | Austria                      | 2002      | –     | 1      | –    | 1     |
| 11.     | Jeff Pain            | Kanada                       | 2006      | –     | 1      | –    | 1     |
| 11.     | Nikita Triegubow     | Olimpijscy sportowcy z Rosji | 2018      | –     | 1      | –    | 1     |
| 11.     | Axel Jungk           | Niemcy                       | 2022      | –     | 1      | –    | 1     |
| 15.     | Gregor Stähli        | Szwajcaria                   | 2002–2006 | –     | –      | 2    | 2     |
| 16.     | David Carnegie       | Wielka Brytania              | 1928      | –     | –      | 1    | 1     |
| 16.     | John Crammond        | Wielka Brytania              | 1948      | –     | –      | 1    | 1     |
| 16.     | Matthew Antoine      | USA                          | 2014      | –     | –      | 1    | 1     |
| 16.     | Dominic Parsons      | Wielka Brytania              | 2018      | –     | –      | 1    | 1     |
| 16.     | Yan Wengang          | ChRL                         | 2022      | –     | –      | 1    | 1     |

### Klasyfikacja zawodniczek
Stan na 12 lutego 2022
Poniższa tabela zawiera zestawienie zawodniczek, które zdobyły przynajmniej jeden medal zimowych igrzysk olimpijskich w skeletonie.
Łącznie medale zimowych igrzysk olimpijskich w skeletonie zdobywało siedemnaście zawodniczek z ośmiu krajów. Jedyną dwukrotną medalistką jest Brytyjka Elizabeth Yarnold z dwoma złotymi medalami.
| Miejsce | Zawodniczka                    | Państwo         | Lata      | Złoto | Srebro | Brąz | Razem |
| ------- | ------------------------------ | --------------- | --------- | ----- | ------ | ---- | ----- |
| 1.      | Elizabeth Yarnold              | Wielka Brytania | 2014–2018 | 2     | –      | –    | 2     |
| 2.      | Tristan Gale                   | USA             | 2002      | 1     | –      | –    | 1     |
| 2.      | Maya Pedersen                  | Szwajcaria      | 2006      | 1     | –      | –    | 1     |
| 2.      | Amy Williams                   | Wielka Brytania | 2010      | 1     | –      | –    | 1     |
| 2.      | Hannah Neise                   | Niemcy          | 2022      | 1     | –      | –    | 1     |
| 6.      | Lea Ann Parsley                | USA             | 2002      | –     | 1      | –    | 1     |
| 6.      | Shelley Rudman                 | Wielka Brytania | 2006      | –     | 1      | –    | 1     |
| 6.      | Kerstin Szymkowiak             | Niemcy          | 2010      | –     | 1      | –    | 1     |
| 6.      | Noelle Pikus-Pace              | USA             | 2014      | –     | 1      | –    | 1     |
| 6.      | Jacqueline Lölling             | Niemcy          | 2018      | –     | 1      | –    | 1     |
| 6.      | Jaclyn Narracott               | Australia       | 2022      | –     | 1      | –    | 1     |
| 12.     | Alex Coomber                   | Wielka Brytania | 2002      | –     | –      | 1    | 1     |
| 12.     | Mellisa Hollingsworth-Richards | Kanada          | 2006      | –     | –      | 1    | 1     |
| 12.     | Anja Huber                     | Niemcy          | 2010      | –     | –      | 1    | 1     |
| 12.     | Jelena Nikitina                | Rosja           | 2014      | –     | –      | 1    | 1     |
| 12.     | Laura Deas                     | Wielka Brytania | 2018      | –     | –      | 1    | 1     |
| 12.     | Kimberley Bos                  | Holandia        | 2022      | –     | –      | 1    | 1     |

### Klasyfikacja państw
W tabeli zawarto wszystkie kraje, których reprezentanci zdobyli przynajmniej jeden medal zimowych igrzysk olimpijskich w skeletonie. Do statystyk wliczone zostały zarówno konkurencje indywidualne mężczyzn, jak i kobiet.
Najwięcej medali w historii (9) zdobyli reprezentanci Wielkiej Brytanii, którzy jednocześnie, wspólnie z reprezentantami Stanów Zjednoczonych, zdobyli najwięcej złotych medali (po 3). Łącznie medale zdobywało 37 osób reprezentujących 14 narodowych komitetów olimpijskich.
| Miejsce | Państwo                      | Złoto | Srebro | Brąz | Razem |
| ------- | ---------------------------- | ----- | ------ | ---- | ----- |
| 1.      | USA                          | 3     | 4      | 1    | 8     |
| 2.      | Wielka Brytania              | 3     | 1      | 5    | 9     |
| 3.      | Niemcy                       | 2     | 3      | 1    | 6     |
| 4.      | Kanada                       | 2     | 1      | 1    | 4     |
| 5.      | Rosja                        | 1     | –      | 2    | 3     |
| 6.      | Szwajcaria                   | 1     | –      | 2    | 3     |
| 7.      | Włochy                       | 1     | –      | –    | 1     |
| 7.      | Korea Południowa             | 1     | –      | –    | 1     |
| 9.      | Łotwa                        | –     | 2      | –    | 2     |
| 10.     | Australia                    | –     | 1      | –    | 1     |
| 10.     | Austria                      | –     | 1      | –    | 1     |
| 10.     | Olimpijscy sportowcy z Rosji | –     | 1      | –    | 1     |
| 13.     | ChRL                         | –     | –      | 1    | 1     |
| 13.     | Holandia                     | –     | –      | 1    | 1     |

#### Klasyfikacja państw według lat
W poniższej tabeli zestawiono państwa według liczby medali zdobytych w skeletonie podczas kolejnych edycji zimowych igrzysk olimpijskich. Przedstawiono sumę wszystkich medali (złotych, srebrnych i brązowych) we wszystkich konkurencjach łącznie.
| Państwo                      | '28 | '48 | '02 | '06 | '10 | '14 | '18 | '22 | suma |
| ---------------------------- | --- | --- | --- | --- | --- | --- | --- | --- | ---- |
| Australia                    | –   | –   | –   | –   | –   | –   | –   | 1   | 1    |
| Austria                      | –   | –   | 1   | –   | –   | –   | –   | –   | 1    |
| ChRL                         | –   | –   | –   | –   | –   | –   | –   | 1   | 1    |
| Holandia                     | –   | –   | –   | –   | –   | –   | –   | 1   | 1    |
| Kanada                       | –   | –   | –   | 3   | 1   | –   | –   | –   | 4    |
| Korea Południowa             | –   | –   | –   | –   | –   | –   | 1   | –   | 1    |
| Łotwa                        | –   | –   | –   | –   | 1   | 1   | –   | –   | 2    |
| Niemcy                       | –   | –   | –   | –   | 2   | –   | 1   | 3   | 6    |
| Olimpijscy sportowcy z Rosji | –   | –   | –   | –   | –   | –   | 1   | –   | 1    |
| Rosja                        | –   | –   | –   | –   | 1   | 2   | –   | –   | 3    |
| Szwajcaria                   | –   | –   | 1   | 2   | –   | –   | –   | –   | 3    |
| USA                          | 2   | 1   | 3   | –   | –   | 2   | –   | –   | 8    |
| Wielka Brytania              | 1   | 1   | 1   | 1   | 1   | 1   | 3   | –   | 9    |
| Włochy                       | –   | 1   | –   | –   | –   | –   | –   | –   | 1    |
| Suma                         | 3   | 3   | 6   | 6   | 6   | 6   | 6   | 6   | 42   |

#### Klasyfikacja państw według konkurencji
W poniższej tabeli przedstawiono liczbę medali olimpijskich zdobytych przez poszczególne państwa w konkurencjach skeletonowych.
| Państwo                      | ślizg (m) | ślizg (k) | Suma |
| ---------------------------- | --------- | --------- | ---- |
| Australia                    | –         | 1         | 1    |
| Austria                      | 1         | –         | 1    |
| ChRL                         | 1         | –         | 1    |
| Holandia                     | –         | 1         | 1    |
| Kanada                       | 3         | 1         | 4    |
| Korea Południowa             | 1         | –         | 1    |
| Łotwa                        | 2         | –         | 2    |
| Niemcy                       | 2         | 4         | 6    |
| Olimpijscy sportowcy z Rosji | 1         | –         | 1    |
| Rosja                        | 2         | 1         | 3    |
| Szwajcaria                   | 2         | 1         | 3    |
| USA                          | 5         | 3         | 8    |
| Wielka Brytania              | 3         | 6         | 9    |
| Włochy                       | 1         | –         | 1    |
| Suma                         | 24        | 18        | 42   |